# Ист Хартфорд (Конектикат)
Ист Хартфорд (енгл. East Hartford) насељено је место без административног статуса у америчкој савезној држави Конектикат.

## Демографија
По попису из 2010. године број становника је 51.252, што је 1.677 (3,4%) становника више него 2000. године.
| Група             | 2000.          | 2010.          |
| Белци             | 29.557 (59,6%) | 21.452 (41,9%) |
| Афроамериканци    | 9.335 (18,8%)  | 13.342 (26,0%) |
| Азијати           | 1.989 (4,0%)   | 2.943 (5,7%)   |
| Хиспаноамериканци | 7.552 (15,2%)  | 13.232 (25,8%) |
| Укупно            | 49.575         | 51.252         |